# Shiatsu

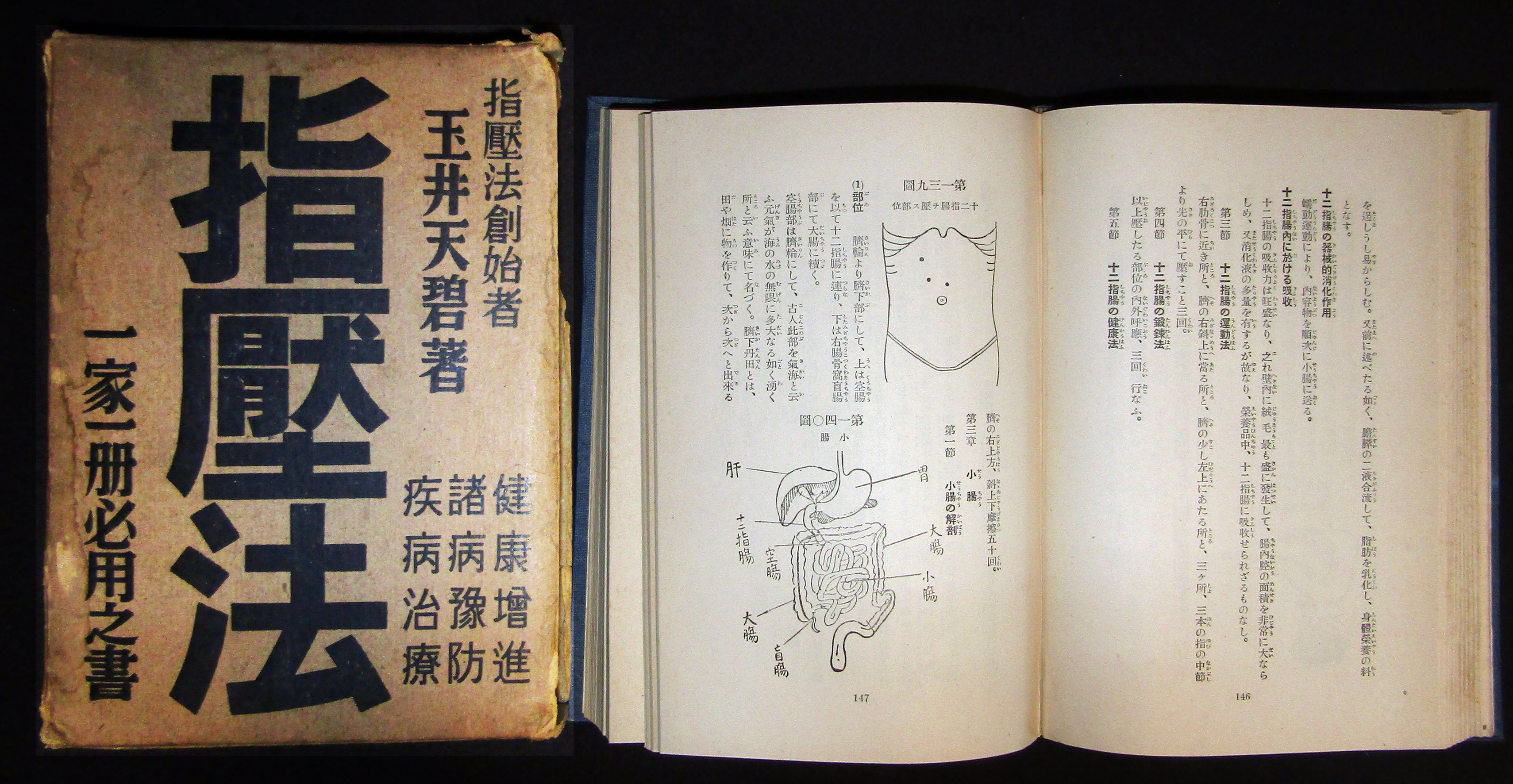
Tempeki Tamais Shiatsu-hō – 指壓法 (1939)

Shiatsu (jap. 指圧; Kyūjitai 指壓 ‚Fingerdruck, Akupressur‘) ist eine in Japan entwickelte Form der manuellen Therapie, deren historische Wurzeln in Tuina – eine medizinische Massage-Technik aus China – und den frühmodernen japanischen Formen des Anma – あん摩, auch 按摩 ‚traditionelle japanische Massage‘ liegen. Unter dem Druck der Einführung und Konsolidierung des westlichen Gesundheitswesens wurden Anfang des 20. Jahrhunderts verschiedene Formen manueller Behandlungsmethoden unter dem Namen Shiatsu kombiniert, um den Status einer eigenständigen Therapieform und damit einen Platz im neuen Gesundheitswesen zu erlangen.
Die Definition in der 1957 vom Büro für medizinische Angelegenheiten des japanischen Gesundheitsministeriums publizierten Schrift Shiatsu no riron to jitsugi ‚Theorie und Praxis des Shiatsu‘ ist nüchtern. Ihr zufolge handelt es sich bei der Shiatsu-Technik – Shiatsu-hō, 指圧法 – um eine „Maßnahme, bei der man mit dem Finger und Handballen Druck auf bestimmte Stellen der Körperoberfläche ausübt, um Unregelmäßigkeiten des Organismus zu korrigieren, die Gesundheit zu wahren oder fördern bzw. zur Heilung spezifischer Krankheiten beizutragen“.
Wörtlich bedeutet Shiatsu „Fingerdruck“, doch arbeiten die Therapeuten gewöhnlich weniger mit Muskelkraft in Fingern und Armen als mit ihrem Körpergewicht. Nach Auffassung repräsentativer späterer Vertreter dieser Therapie sucht der Therapeut während der Behandlung eine „energetische Beziehung“ (Energie hier im Sinne von Ki, auch Qi) zum Patienten herzustellen. Dieser wiederum trage zum Erfolg seiner Behandlung durch Achtsamkeit, Sensibilität und Offenheit bei.

## Prägung des Namens
Die Bezeichnung Shiatsu war eigentlich keineswegs neu; sie wurde bereits von Ingenieuren der Meiji-Zeit (1868–1912) in technischer Bedeutung verwendet. Unter den Therapeuten der ersten Generation reklamieren vor allem zwei Personen das Erfinderrecht für sich. Da ist zum einen Kazuma Fukunaga (福永 数間), der seinen 1928 im Selbstverlag gedruckten „Kraftanwendungstherapien“ (Chikara ōyō ryōhō) einen Anhang „Methode des Shiatsu“ (Shiatsuhō) hinzufügte. Dies ist die älteste einschlägige Publikation. 1939 gab Fukunaga unter dem Autorennamen Tempeki Tamai (玉井 天碧) eine auf über 500 Seiten expandierte „Methode des Shiatsu“ (Shiatsu-hō) heraus, die als Hausbuch zur Selbsttherapie konzipiert ist. Hier bezeichnet er sich als Begründer des Shiatsu und verweist auf eine zwanzigjährige Praxis, weshalb mancher westliche Autor die Erfindung auf das Jahr 1919 datiert. Tamais Einfluss war beträchtlich, sein Buch wird auch im 21. Jahrhundert noch nachgedruckt (letzte Auflage 2008). Zur Schulbildung, d. h. zur Ausbildung von Anhängern, die Tamais Konzepte weiter verbreiteten, scheint es nicht gekommen zu sein. Zur Person Fukunagas und seinen weiteren Aktivitäten ist kaum etwas bekannt.
Der in dieser Hinsicht einflussreichere Tokujirō Namikoshi hingegen erzählt in seiner Autobiographie „Ein Leben für den Daumen“, dass er als Siebenjähriger, also um 1912, auf die Wirkungen des Drucks mit Daumen und Handballen aufmerksam wurde, als er die Arthritis-Schmerzen seiner Mutter lindern wollte. Hinsichtlich der Namensgebung sind seine Ausführungen jedoch diffus. Ein Foto seiner 1925 in Muroran (Hokkaidō) gegründeten Praxis zeigt die Bezeichnung Appakuhō (圧迫法, wörtl. ‚Druckmethode‘).
Angesichts des administrativen Drucks auf die Praktiker von Anma und der Verbreitung westlicher Massagekonzepte in den medizinischen Fakultäten kam es Anfang des 20. Jahrhunderts unter den Anhängern der traditionellen Medizin vielerorts zu Versuchen, neue Therapieformen zu entwickeln und abzusichern. Parallelentwicklungen und wechselseitige Impulse sind nicht auszuschließen.

## Grundlagen
Da es in der Frühphase des Shiatsu in Japan darum ging, einen Platz im neuen, westlich orientierten Gesundheitswesen zu sichern, spielen Vorstellungen der traditionellen Medizin zunächst keine Rolle. Die von Tokujiro Namikoshi entwickelte Form ist unter Nutzung westlicher Konzepte am gesamten Körper orientiert. Auch Tempeki Tamai baut seine Therapien auf westlicher Physiologie und Anatomie auf. Wir finden bei beiden weder das Meridiansystem (Leitbahnsystem) noch das Konzept der „Fünf Wandlungsphasen“ (Fünf-Elemente-Lehre) oder Hinweise auf Ki (chin. Qi).
Erst in der zweiten Generation beobachtet man einen Rückgriff auf Vorstellungen der traditionellen japanischen Medizin. Der Vorreiter dieser, heute unter dem Oberbegriff Keiraku Shiatsu (Meridian-Shiatsu) zusammengefassten Konzepte war Tadashi Izawa (1895–1990) mit seiner 1964 publizierten „Illustrierten Erläuterung der Meridiane, Punkte und Shiatsu-Behandlungsmethode“ (Zukai ni yoru keiraku, keiketsu to Shiatsuryōhō). In dieser Schrift nimmt er auch einen historischen Brückenschlag zu Ōta Shinsais „Illustrierte Erläuterung der Abdominalmassage“  (1827) vor. Mit der Weiterentwicklung durch Shizuto Masunaga erlebte dieses, mit der medizinischen Tradition Japans verschmolzene Shiatsu einen weiteren Durchbruch in eine neue Richtung. Heute dominiert in Japan die von Namikoshi initiierte, physiologisch-anatomisch begründete Form – nicht zuletzt auch, weil Namikoshis Ausbildungsgang durch das Gesundheitsministerium anerkannt wurde. Außerhalb Japans konkurriert das meridianbezogene, von Shizuto Masunaga begründete Zen-Shiatsu mit einer Reihe weiterer derivativer Neuentwicklungen.
Shiatsu gehört zu jenen Therapieformen, bei denen das, was man in Japan shindan soku chiryō (診断即治療, etwa so viel wie „Diagnose und Soforttherapie“) nennt, möglich ist. Beim Berühren, Abtasten des Körpers werden Verhärtungen, Verspannungen, „Aufstauungen des Ki“, Ungleichgewichte u. a. m. deutlich, auf die der Therapeut unverzüglich einwirken kann.
Shiatsu wird auch im Wellnessbereich und zur Gesundheitspflege angewandt und in Kursen an Fachschulen und Privatinstituten vermittelt. Viele Vertreter neuerer Shiatsu-Richtungen leben außerhalb Japans. Die konzeptionelle und praktische Weiterentwicklung erfolgt zumindest zur Zeit vorwiegend in westlichen Ländern.

## Lehrer und Konzepte
Die hinsichtlich der Verbreitung einflussreichsten Pioniere des Shiatsu in Japan sind Tokujirō Namikoshi und Shizuto Masunaga.
Tokujirō Namikoshi (1905–2000 浪越 徳冶郎) gründete, nachdem er 1925 eine Lizenz für Anma erworben hatte, zunächst in Hokkaido eine Praxis für Drucktherapie (Appakuhō). 1940 gründete er dann in Tokyo die „Japan Shiatsu Akademie“ (Nihon Shiatsu Gakuin). 1953 folgte er einer Einladung des Chiropraktikers Bartlett Josua Palmer in die USA. Diese Begegnung veranlasste ihn, seinen Sohn Tōru zu einer siebenjährigen Ausbildung bei Palmer zu schicken, um beide Therapieformen zu vergleichen und Shiatsu weiterzuentwickeln. Für sein Shiatsu entwickelten Vater und Sohn, unter Nutzung westlicher Physiologie und Pathologie, ein System von neuromuskularen Druckpunkten, 8 Arten von Druck und 16 Anwendungstechniken. Durch Heilungserfolge und geschickte Öffentlichkeitsarbeit leistete Namikoshi den entscheidenden Beitrag zur staatlichen Anerkennung von Shiatsu im Jahre 1955. Seit 1990 ist der Ausbildungsgang in seiner Schule auf drei Jahre expandiert.
Shizuto Masunaga (1925–1981 増永 静人), einer von Namikoshis Schülern, studierte Psychologie an der Universität Kyōto, was einen beträchtlichen Einfluss auf sein weiteres Werk hatte. Er griff traditionelle Konzepte auf, erweiterte das Meridiansystem (Leitbahnsystem) und entwickelte eigene Deutungen der „energetischen Struktur“ des menschlichen Körpers. Der Erfolg der jeweiligen Therapie hängt ihm zufolge auch vom meditativen Zustand des Therapeuten ab. 1968 gründete er in Tokyo ein „Iōkai Shiatsu Institut“ (Iōkai Shiatsu Kenkyūsho 医王会指圧研究所). In seinem, in westlichen Sprachen Zen-Shiatsu genannten Konzept, einer Synthese von westlicher Physiologie und Psychologie mit traditioneller sino-japanischer Medizin, spielen einzelne Punkte keine große Rolle. Masunaga behandelt mit einer Zwei-Hand-Technik jeweils den gesamten, von ihm erweiterten Meridian (Leitbahn), der über die diesem zugeordnete Diagnose-Zone des Abdomens (hara) verläuft. Neben der im 18. und 19. Jh. entstandenen „Hara-Diagnose“ entwickelte er die Rückendiagnose weiter und propagierte sechs spezielle Stimulierungsübungen (Keiraku Taiso – Meridian-Dehnübungen), um Störungen im Fluss des Ki aufzulösen. Sein 1974 in Japan unter dem Titel Shiatsu gedrucktes Buch erschien 1977 in englischer Übersetzung als Zen Shiatsu – How to Harmonize Yin and Yang for Better Health. Masunagas Gedanken und Techniken wurden besonders in westlichen Ländern verbreitet und weiterentwickelt.

### Weitere Formen
Kazunori Sasaki führt die Konzepte seines Lehrers Masanaga unter dem Namen Iōkai Meridian Shiatsu fort. Er begründete u. a. die „European Iokai Shiatsu Association“ mit Vertretern in sieben Ländern und einem vierjährigen Ausbildungsprogramm.
Akinobu Kishi (1949–2012, 岸 明伸), später Shinmei Kishi, absolvierte eine Ausbildung in der Akademie Namikoshis und an Masunagas „Iōkai Institut“, wo er für 10 Jahre als Assistent tätig war. Anlässlich einer Erkrankung im Alter von 29 Jahren entwickelte er auf dieser Grundlage eine Behandlungsform, die er zunächst Shintō-Shiatsu, dann Seiki Sōhō (整気操法, wörtl. Methode zur Regulierung des Ki) oder kürzer Seiki nannte und seit etwa 1980 bis zu seinem Tode vorwiegend im Ausland verbreitete. Spezielle Übungen wie das „Atmen mit gefalteten Händen“ (Gasshō-gyōki 合掌行気), während der Therapie ausgelöste spontane Körper-Bewegungen (Katsugen 活元), Rezitieren/Singen (Kotodama 言霊) und Körperarbeit mit Partner sollen das Ki stimulieren, in Bewegung bringen und die angestrebte Einheit von Geist und Körper fördern.
Der seit 1971 in Kanada lebende Masunaga-Schüler Tetsurō Saitō (斉藤 哲朗) entwickelte unter Nutzung der Fingertestmethode des Akupunkteurs Tadashi Irie (1907–2002) ein „Shiatsu der tiefen Schichten“ (Shinsō Shiatsu, auch Shinsō Keiraku Shiatsu). Drei Grade der Disharmonie üben einen Einfluss auf die Meridiane aus, deren Lauf sich dadurch ändern kann. Hierzu entwarf er Karten des „tieferen Meridiansystems“. Wenn Disharmonien auf einer tieferen Ebene in einem Meridian aufgelöst werden, so reguliert dies auch die anderen Meridiane. Neben dem Fingerdruck kommen Ionen-Kabel, erwärmte Metallstifte (Yakihari), Moxibustion u. a. m. zur Anwendung. Saitōs Fingertestmethode dient nicht nur dazu, die zu behandelnden Ebenen mit ihren entsprechenden Systemen und Meridianen aufzuspüren. Sie wird auch genutzt, um Störungen im Raum oder in den Nahrungsmitteln usw. zu erkennen.
Einen beträchtlichen internationalen Einfluss gewann des Weiteren Wataru Ōhashi (1944–  大橋 渡). Bekannt wurde er zunächst als Übersetzer von Masunagas „Zen-Shiatsu“. Es folgten eigene Werke zur Fingerdrucktherapie, für die er den Namen Ohashiatsu prägte. Seit 1970 in den USA lebend, nahm er 1973 an einem Kurs von Namikoshi teil. Im folgenden Jahr gründete er das „Shiatsu Education Center of America“, das später zum „Ohashi Institute“ umbenannt wurde. Ōhashi kombiniert Berührungstechniken, Körperdrehungen, -dehnungen in fließenden Bewegungen zu einem meditativen Tanz, der die Selbstheilungskräfte des Körpers unterstützen, das Wohlbefinden steigern und bei der seelischen, körperlichen und geistigen Entwicklung des Therapeuten wie auch des Therapierten hilfreich sein soll.
Der in Tokyo geborene Kiyoshi Ikenaga (1966– 池永 清) schloss 1986 seine Ausbildung an der „Japan Shiatsu Akademie“ bei Namikoshi Tokujirō ab. Nach seiner Übersiedelung nach Kanada gründete er 1998 das „Canadian College of Shiatsu Therapy“, in der er das sogenannte Tsubo-Shiatsu lehrt. Ikenaga begründete sein Konzept auf einer anatomisch-physiologischen Deutung der einzelnen Therapiepunkte (jap. tsubo). Meridiane spielen keine Rolle. In seinem 2003 publizierten Buch erklärt er 200 Punkte und deren Beziehung zu Nerven, Blutgefäßen, Muskeln und Knochen.
Der Abt des Wada-Tempels (Wadaji) und Masunaga-Schüler Ryōkyū Endō (1956– 遠藤 喨及), der in Japan geboren wurde, aber seine Kindheit in New York verbrachte, entwickelte ein holistisch angelegtes Konzept unter Nutzung buddhistischer und daoistischer Elemente, das er seit Anfang der 80er Jahre unter dem Namen Tao-Shiatsu in Ländern Asiens und des Westens propagiert.
Pauline Sasaki (1946–2010), eine Schülerin Masunagas und Kishis, entwickelte seit den 1980er Jahren das Quantum Shiatsu und  postulierte einen über den physischen Körper hinausgehenden energetischen Körper (Energetic Body) als Feld energetischer Vibrationen. Bei dieser Methode ist die Körperberührung zwischen Gebenden und Nehmenden nicht zwingend erforderlich.
Saul Goodman eignete sich eine Reihe von Shiatsu-Techniken bei Masunaga, Ōhashi und anderen an und begründete während der 1980er und 1990er Jahre Shin Tai als eine aus Shiatsu, craniosacralen und osteopathischen Elementen entwickelte Therapie.
Die Wurzeln des von Karin Kalbantner-Wernicke entwickelten Baby-Shiatsu lassen sich bis zu Ōta Shinsais „Illustrierter Erläuterung der Abdominalmassage“ (1827) zurückverfolgen. Das heutige Baby-Shiatsu basiert auf dem Wissen der Meridianentwicklung und der westlichen Entwicklungstheorien und kann unter den neurophysiologischen Methoden eingereiht werden. Bausteine des Baby-Shiatsu sind spezielle sanfte Berührungsqualitäten auf der Grundlage von Shiatsutechniken, Ratschläge für die Eltern, Wissensvermittlung sowie Übungen zur Stärkung des Meridiansystems der Eltern. Baby-Shiatsu kommt als Einzelbehandlung wie auch in Eltern-Kind-Gruppen zur Anwendung. Neben der Stärkung einer Eltern-Kind-Bindung soll das Baby durch die Behandlung ökonomische Bewegungsmuster entwickeln und die Möglichkeit bekommen, seine Potentiale zu entfalten.
Der Arzt Wilfried Rappenecker entwickelte eine Form des meridianfreien Shiatsu (so bezeichnet in Abgrenzung von dem Meridian-Shiatsu Sh. Masunagas), in dem die Orientierung in dem so von ihm genannten Körperraum und die Arbeit mit den darin wahrgenommenen physischen und „energetischen“ Strukturen im Mittelpunkt stehen. Unter anderem entwickelte Wilfried Rappenecker „Innere Techniken“, in denen bestimmte „Raum anbietende“ mentale Vorstellungen oder Bilder als Behandlungstechniken in einer Shiatsu-Behandlung eingesetzt werden.
Harold Dull (1935–), ein Schüler von Shizuto Masunaga und Wataru Ohashi entwickelte in den 1980er Jahren im Thermalbad Harbin Hot Springs (Kalifornien) das Watsu (von „Water Shiatsu“), bei dem der Körper in fließenden, schaukelnden, rollenden und kreisenden Rhythmen in körperwarmem Wasser bewegt wird. Die Behandlung zielt auf die Dehnung von Bändern und Muskeln, auf Gelenkentlastung, Muskelentspannung und die Dehnung von Halte- und Stützstrukturen ab.
Kōichi Tōhei (1920–2011), Begründer des Shin Shin Toitsu Aikidō (kurz Ki-Aikidō) übernahm die Ki-Übungen des Yoga- und Kampfsport-Lehrers Tempū Nakamura (1876–1968) und entwickelte das an Shiatsu angelehnte Kiatsu, bei dem man zur Entspannung verhärteter Muskeln diesen Ki (chines. Qi) zuführt.
Das von Karin Kalbantner-Wernicke unter Anwendung von Shiatsu entwickelte „Samurai-Programm“ basiert auf neurophysiologischen und entwicklungsorientierten Grundlagen und dem östlichen Modell der Meridianentwicklung. Es soll durch Berührung, Bewegung und Wahrnehmungsschulung zu einer Verbesserung der neurophysiologischen Reife und Eigenwahrnehmung führen und zugleich durch Resilienzförderung die Persönlichkeitsbildung und die Selbstwirksamkeit unterstützen. Das Übungsprogramm wurde, an die jeweilige Lebensphase angepasst, für Kinder, für aktive, für bewegungseingeschränkte und auch für immobile Erwachsene entwickelt.
Das von der Ohsawa-Schülerin Shizuko Yamamoto (1924–2015 山本 静子) begründete Macrobiotic Shiatsu verbindet Makrobiotik mit Shiatsu, darunter auch dem Yoga entlehnte Barfußtechniken, die sie zum Teil nach ihrer Übersiedlung in die USA entwickelt. 1986 gründete sie die International Macrobiotic Shiatsu Society.
Mario Jahara, Zen-Shiatsu-Meister aus Brasilien und Autor des Buches Zen-Shiatsu, verband seine Erfahrungen aus Mézière-Methode und Alexander-Technik mit dem Zen-Shiatsu und entwickelte daraufhin 1995 in Nordkalifornien die Jahara-Technik. Diese Methode verbindet die Ausrichtung des Körpers mit den positiven Eigenschaften des warmen Wassers.
Shiatsu wird auch bei Pferden und Hunden angewendet.

## Ablauf einer herkömmlichen Shiatsu-Sitzung
Shiatsu in der herkömmlichen Form wird auf einer Matte oder einem speziellen Futon auf dem Boden praktiziert. Daneben existieren Behandlungsformen auf der Behandlungsliege bzw. auf speziellen Massagestühlen. Behandelt wird mit den Händen (Finger und Handballen), aber auch mit den Ellbogen und Knien.
Neben sanften rhythmischen Techniken werden auch tiefergehende physische und energetische Techniken sowie Dehnungen und Rotationen eingesetzt. Der Therapeut arbeitet unter Nutzung seines Körpergewichtes vor allem aus der Körpermitte (Hara, jap. 腹) heraus.

## Organisationsformen in Europa
Im Zuge der Verbreitung des therapeutischen Shiatsu entstandenen nationale Berufsverbände, die sich in übergreifenden Organisationen weiter zusammenschlossen. 1994 entstand als erster Dachverband die Europäische Shiatsu-Föderation (ESF), die die Etablierung von Shiatsu als komplementärmedizinische Methode in Europa sowie die Entwicklung von Verfahren zur gegenseitigen Anerkennung von professionellen Praktikern, Lehren und Schulen zwischen den Mitgliedsverbänden verfolgt. 1997 reihte das Europäische Parlament in einer Entschließung zur Rechtsstellung der nichtkonventionellen Medizinrichtungen Shiatsu in eine Liste von „nichtkonventionellen medizinischen Disziplinen“ ein, für deren Beurteilung, Praktizierung und Reglementierung einheitliche Richtlinien zu entwickeln seien. Seit 2015 ist Shiatsu in der Schweiz eine als Komplementärtherapie staatlich anerkannte Behandlungsmethode.
Nach Dissonanzen gründeten im Jahre 2003 nationale Verbände aus Deutschlands (GSD), Frankreich (FFST), Italien (FIS, FNSS) und der Schweiz (SGS) das Internationale Shiatsu-Netzwerk (ISN) zur Förderung der Kooperation zwischen den Mitgliedern und der rechtlichen Anerkennung von Shiatsu.

## Wirksamkeit
Shiatsu basiert – wie die Akupressur –  auf den Prinzipien von Chi, Meridianen, Yin und Yang, womit ihr es an wissenschaftlicher und biologischer Plausibilität fehlt. Wissenschaftler des australischen Gesundheitsministeriums konnten 2015 bei der Auswertung verschiedener Daten keine Evidenzen zur Wirksamkeit ermitteln. Es werden in Australien daher keine Kosten mehr erstattet (die gesetzliche Krankenversicherung wird in Australien ergänzt durch die privaten Kostenträger, diese Zuschüsse entfallen für alternativmedizinische Verfahren).